# Tetragonopterus ortonii
Tetragonopterus ortonii és una espècie de peix de la família dels caràcids i de l'ordre dels caraciformes.